# Oerbke
Coordonate: 52° 51' 10" N 9° 43' 48" O
Oerbke este un sat din districtul Soltau-Fallingbostel situat în partea de sud a regiunii Lüneburger Heide, landul Saxonia Inferioară, Germania. Satul se află lângă autostrada 7 la est de orașul Bad Fallingbostel. Satul este centrul administrativ al comunității autonome Osterheide.

## Istoric
Oerbke este pentru prima oară amintit în anul 1256 ca o gospodărie țărănească, ca o localitate cu 8 gospodării este amintită deja în anul 1438. Datorită solului fertil populația așezării a crescut în perioada următoare, ocupația de bază a locuitorilor satului fiind agricultura. In perioada Germaniei Naziste aici a fost un lagăr pentru prinzionerii de război, numărul acestora atingând cifra de 30 000 prinzionieri sovietici.  După anul 1945 lagărul din Oerbke a fost folosit de britanici ca lagăr de internare și lagăr pentru refugiații de pe teritoriile pierdute de Germania după război. Actual partea de est a așezării este folosită ca și câmp pentru excerții militare.